# 丹麦比利·简·金杯代表队
丹麦比利·简·金杯代表队是代表丹麦参加女子网球世界杯比利·简·金杯（以前称为联合会杯）的队伍，由丹麦网球联合会负责组织管理和参赛。丹麦队首次参加联合会杯是在1963年，并在1976年和1988年两次进入世界组八强。